# Cự đà nuôi

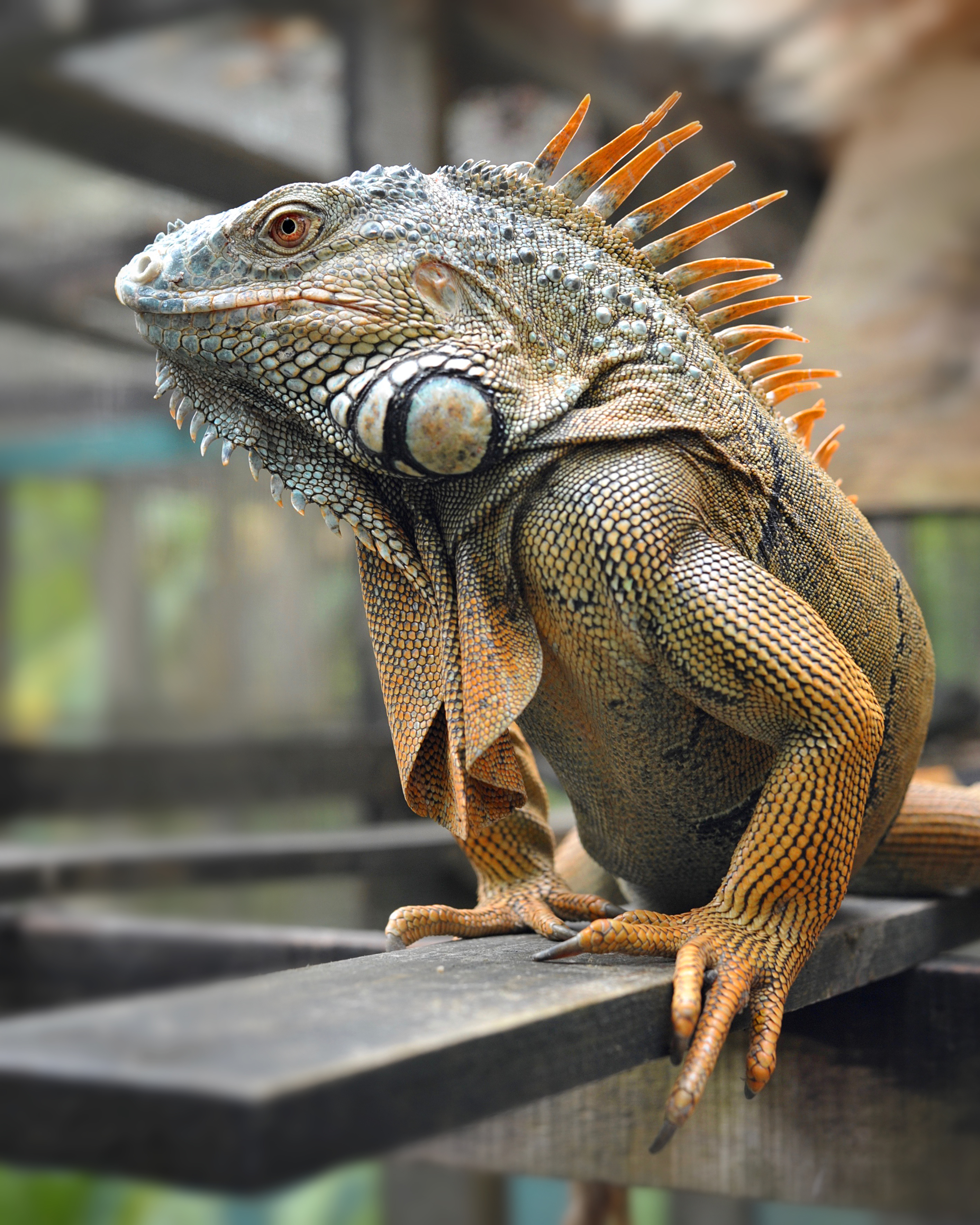
Một con cự đà nuôi

Cự đà nuôi (Green iguana in captivity) là các con kỳ nhông xanh (Iguana iguana) được nuôi nhốt làm kiểng, chúng đã trở nên là đối tượng phổ biến trong ngành buôn bán động vật nuôi với hơn 800.000 con đã được nhập khẩu vào Hoa Kỳ chỉ tính riêng trong năm 1995, chủ yếu có nguồn gốc từ các hoạt động nuôi nhốt tại các trang trại ở những quốc gia bản địa của chúng ở Honduras, El Salvador, Colombia và Panama). Chúng có thể sống đến 30 tuổi những lời kể của chủ sở hữu. Mặc dù giá thành rẻ và sự hấp dẫn của "thị trường đại chúng" (mass market) của những loài động vật này, chúng vẫn yêu cầu được chăm sóc đúng cách trong suốt cuộc đời của chúng. Chế độ ăn uống, ánh sáng và các điều kiện ăn ở khác dành cho cự đà xanh không đầy đủ đã khiến 70% số lượng cự đà xanh trong điều kiện nuôi nhốt chết trong năm đầu tiên của cuộc đời chúng. Với màu xanh như ngọc, loài cự đà xanh (Cyclura lewisi) vốn được dân chơi thú săn lùng ráo riết. Trên thị trường, chúng có giá cả triệu USD cho một cá thể. Người ta thường gọi chúng là "quái thú xanh"

## Tình hình
Ở một số địa phương, cự đà được coi là thú nuôi độc lạ và có thể bị cấm (Thành phố New York và Hawaii), hoặc có thể cần giấy phép hoặc giấy phép đặc biệt để sở hữu một con kỳ nhông. Hawaii có những quy định nghiêm ngặt liên quan đến việc nhập khẩu và sở hữu cự đà xanh, những người vi phạm có thể ngồi tù ba năm và bị phạt tới 200.000 đô la. Cự đà xanh được coi là một loài xâm lấn ở Nam Florida và dọc theo bờ biển vịnh Florida từ Key West đến Pinellas County. Xuất thân từ vùng biển Caribe của Nam Mỹ, thú cưng này còn được gọi là Iguana và ở Việt Nam gọi là rồng Nam Mỹ. Chúng có khoảng 5-6 màu, nhưng phổ biến nhất là rồng Nam Mỹ xanh và rồng Nam Mỹ đỏ.
Nếu chăm sóc tốt, Iguana có tuổi thọ từ 15-20 năm và có kích thước tối đa từ 1,6–1,8m, có thể nặng gần 10 kg. Qua nhiều năm việc trốn thoát của nhiều cá thể và sự cố tình thả cự đà hòng trốn tránh khỏi việc buôn bán vật nuôi đã tạo cơ hội cho chúng sống sót và sau đó phát triển mạnh trong môi trường sống mới của chúng. Chúng thường ẩn náu trên gác mái của các ngôi nhà và trên các bãi biển và phá phách các khu vườn và cảnh quan. Vì loài bò sát có thể mang vi khuẩn salmonella và các vi khuẩn khác, kết hợp với việc phá hủy các loài và sinh cảnh bản địa mỏng manh bị đe dọa và có nguy cơ tuyệt chủng trong môi trường độc đáo của Florida Keys, nhiều người ủng hộ luật pháp để điều chỉnh việc buôn bán cự đà và ủng hộ việc tiêu diệt chúng trong tự nhiên.

## Chăm sóc

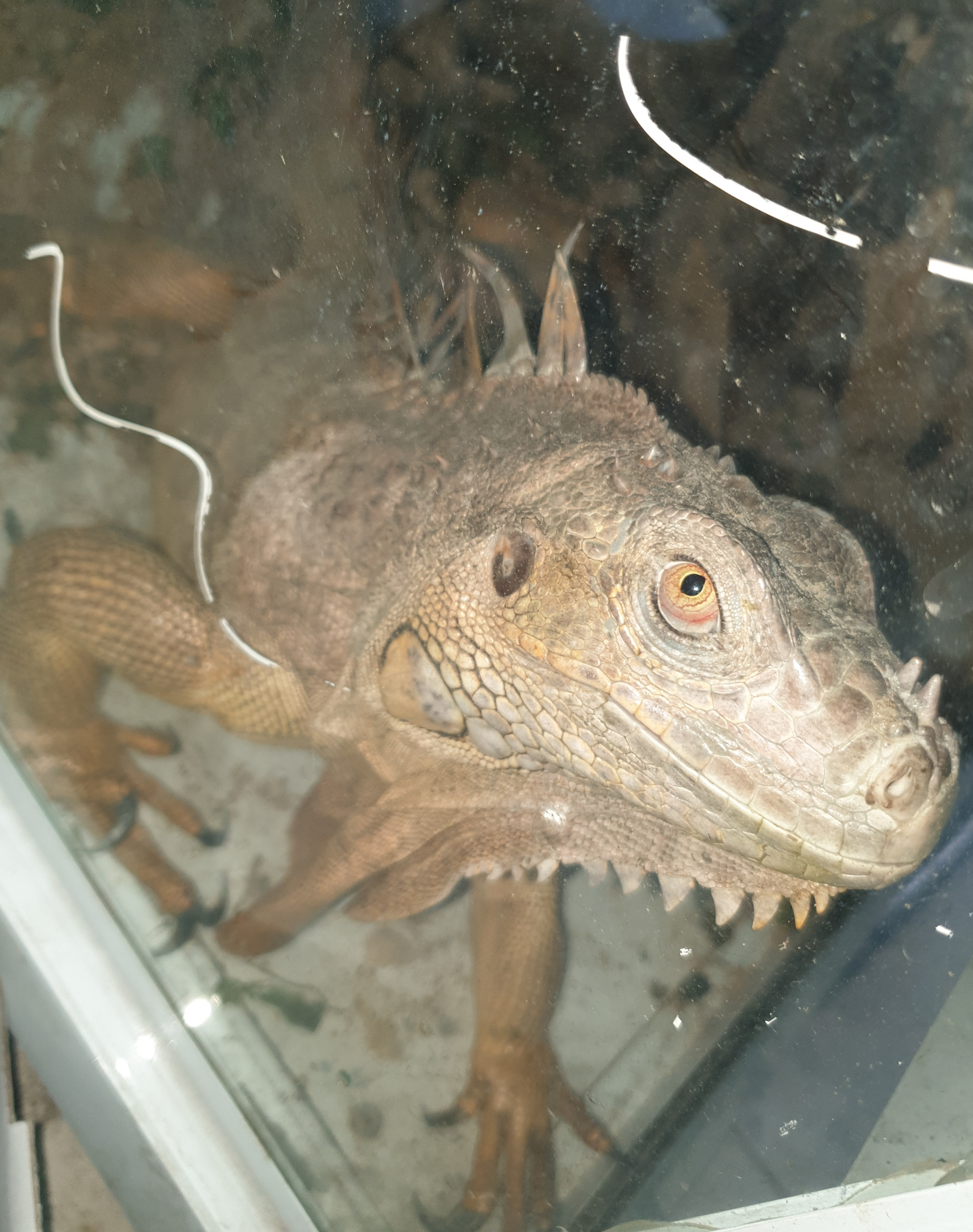
Một con cự đà nuôi ở Việt Nam

Trái với vẻ ngoài trông khá hung hãn, loài bò sát này này rất hiền và dễ nuôi, chỉ cần một chiếc chuồng nhỏ được làm bằng dây kẽm hoặc một chiếc lồng kín là có thể nuôi được chúng. Thức ăn cũng đơn giản, 100% là thực vật gồm các loại rau, củ, quả, chúng là loài động vật ăn cỏ và thực vật, trong môi trường sống tự nhiên chúng ăn 100% là thực vật gồm lá cây, cây dây leo và một số loại trái cây khác, trong môi trường nuôi nhốt để chúng phát triển tốt nhất thì nên cho chúng ăn 80–90% là rau và là cây có màu xanh đậm và 10–20% là trái cây. Hầu hết các con cự đà nhỏ nên cho ăn hằng ngày và chia ra nhiều bữa ăn nhỏ trong ngày, còn những cá thể đã trưởng thành thì có thể 1 ngày cho ăn 1 lần.
Đối với các loại thức vật thì cứ loài rau nào có màu xanh đậm thì nên cho chúng ăn nhiều hơn trong chế độ ăn uống hằng ngày vì các loài rau có lá màu xanh đậm sẽ có giá trị dinh dưỡng cao hơn, đồng thời cũng nên cho chúng ăn thêm các loại rau có màu đỏ, vàng, cam trong chế độ ăn hằng ngày. Các loại rau dành cho chúng chiếm 80–90% khẩu phần ăn hằng ngày như: Hoa dâm bụt, cải xoong, cà rốt thái sợi, đậu xanh và đậu Hà Lan, rau bồ công anh, củ cải, bí đỏ, rau cải xanh, hoa cẩm chướng, ngọn củ cải và rau xanh, hoa hồng, rau bợ, cải chíp, cải xoắn, rau mùi tây, cải bó xôi, cỏ ba lá, ớt ngọt (ớt chuông), hạt đậu xanh (giá đỗ), khoai lang. Không cho chúng ăn các loại rau có nhiều chất xơ, rau có giá trị dinh dưỡng thấp như rau diếp cá và cần tây, bắp cải, rau xà lách, dưa chuột các loại rau này ít dinh dưỡng và nhiều nước khi ăn thì no bụng nhưng không có dinh dưỡng.
Nên cho chúng ăn ít rau cải trong thực đơn ăn hằng ngày bởi trong rau cải có nhiều oxalat có thể kết hợp với calci và các khoáng chất vi lượng khác ngăn cản sự hấp thụ dinh dưỡng, nếu cho chúng ăn nhiều các loại rau cải có thể dẫn đến thiếu hụt dinh dưỡng nên chú ý khi cho rồng ăn các loại rau cải bắp, cải xoắn, cải xanh. Các loại quả chiếm 10–20% khẩu phần ăn hằng ngày như: Táo, chuối, nho, đào, cà chua, ổi, Kiwi, lê, dưa hấu, quả sung, quả mơ, quả mâm xôi, dâu tây. Chúng còn có thể ăn các loại hoa như hoa phong lữ, hoa cẩm chướng, bồ công anh, hoa dâm bụt, cây sen cạn, hoa hồng vì hoa cũng là món khoái khẩu của chúng, có thể trộn lẫn rau, củ, quả lại với nhau mỗi thứ một ít cho chúng ăn hằng ngày để làm đa dạng nguồn thức ăn cũng như chất dinh dưỡng.
Một số loài thực phẩm có chứa chất đạm như dế, giun, chuột con, sâu bột-superworm, gián đất, có thể cho chúng ăn sâu, dế hoặc các loại côn trùng 1 lần trong tuần. Chúng cũng có thể ăn được các loại thức ăn được chế biến khô dành riêng cho chúng vì chúng có nhu cầu calci cao trong bữa ăn hằng ngày. Các loại thức ăn không nên cho ăn như ngô/bắp (khó thể tiêu hóa), mơ, mận (chứa qua nhiều axit làm giảm cảm giác thèm ăn), rau cải bắp, rau xà lách chứa ít chất dinh dưỡng, nhiều nước, dễ ăn có thể khiến chúng ghiền ăn chúng và không ăn thức ăn khác và không cho ăn các loại thức ăn khô dành cho chó mèo.